# 瞬足 めざせ!全国最強ランナー
『瞬足 めざせ!全国最強ランナー』（しゅんそく めざせぜんこくさいきょうランナー）は、エム・ティー・オーより2014年11月13日に発売されたニンテンドー3DS用スポーツゲーム。アキレスが販売する子供用の運動靴「瞬足」を題材としており、ゲーム内では実際の製品が多数登場する。

## システム
対戦相手と様々な競技を通じて対戦する。競技内容は、短距離走や中距離走といった実際の陸上競技に即したもののほか、鬼ごっこや宝探しなども行われる。
走行中はダッシュとジャンプが可能。ダッシュは画面左のゲージを消費することで行う。ゲージは時間経過と共に少しずつ回復するが、ゲージが尽きるとしばらくの間動きが遅くなる。また、コース内にあるアイテムを取得すると瞬足に備わった特殊能力を発動できるようになる。
競技で勝利した際に手に入るポイントを用いてチップを購入し瞬足に装着することで能力を強化できる。能力は、つまさき（コーナリング）、ダッシュ（スピード）、ジャンプ（ジャンプ性能）、かかと（加速）、スペシャル（特殊能力）の5種類がある。この内スペシャルにはゲージを全回復させる効果がある。　　　　　　　　　　　　　　　　　　　　　　　　　　　　　　　　　　　　　　　　　　　　　　　　　　　　　　　　　　　　　　　　　　　　　　　　　　　　　　　　　　　　　　　　　　　　　　　　　　　　　　　　

## 登場人物
主人公（デフォルト名なし）
本作の主人公。ゲーム開始時に性別選択できる。かけっこを苦手としていたが「瞬足ラボ」の博士Dr.Tからもらった瞬足を履いたことで一番になり、これを基に日本全国のライバルと対決し「瞬足マスター」の称号取得を目指すことになる。
マユ
北海道地区代表の少女。世話焼きで元気な性格。
チンネン
東北地区代表の少年。寺院で修行を積んでおり丁寧な口調で話す。
タイガ
関東地区代表の少年。柄の悪い態度で主人公に接する。
シュウイチ
中部地区代表の少年。頭脳明晰でプライドの高さを見せる。
カンタ
近畿地区代表の少年。体格の良いガキ大将。
ナナミ
中国地区代表の少女。スクープを求め、カメラと手帳を持ち歩いている。
ユウヤ
四国地区代表の少年。両手にパペットをはめ、不気味な雰囲気を漂わせている。
ヤマト
九州地区代表の少年。自分の力に自信を持ち主人公にライバル心を燃やす。
Dr.T
瞬足ラボで研究を行う博士。瞬足の生みの親。
シャドウ
「瞬足マスター」の称号を独り占めし世界を我が物にしようとたくらむ悪の存在。